# Sonsogor
El Sonsogor (en portugués: monte Songosor) es el pico más alto en el estado de Goa, en la costa oeste de la India, que posee una altura estimada en unos 1.166 metros (3.825 pies) sobre el nivel del mar . Se encuentra en el Taluk (condado) de Sattari. También se le llama Sonsogodd, Darsingha o Darsinga. Es una parte de la cordillera de los Ghats occidentales.